# Етрез
Етрез (фр. Etrez) насеље је и општина у источној Француској у региону Рона-Алпи, у департману Ен (Рона-Алпи) која припада префектури Бурж ан Брес.
По подацима из 2011. године у општини је живело 800 становника, а густина насељености је износила 65,84 становника/km². Општина се простире на површини од 12,15 km². Налази се на средњој надморској висини од m метара (максималној 229 m, а минималној 197 m).

## Демографија
| 1962. | 1968. | 1975. | 1982. | 1990. | 1999. | 2011. |
| ----- | ----- | ----- | ----- | ----- | ----- | ----- |
| 429   | 398   | 398   | 505   | 510   | 642   | 800   |

График промене броја становника у току последњих година